# أوستين ديلون
أوستين ديلون (بالإنجليزية: Austin Dillon)‏ هو سائق سيارة سباق أمريكي، ولد في 27 أبريل 1990 في ليوسفيل في الولايات المتحدة.

## وصلات خارجية
- الموقع الرسمي
- أوستين ديلون على موقع Racing-Reference.info (الإنجليزية)
- أوستين ديلون على موقع DriverDB.com (الإنجليزية)